# Boris Alexejevič Smyslovskij
Boris Alexejevič Smyslovskij (rusky Бори́с Алексе́евич Смысло́вский, znám také pod jménem von Regenau nebo později jako Arthur Holmston), (3. prosince 1897 Terioki, Ruské impérium – 5. září 1988 Vaduz, Lichtenštejnsko), byl ruský vojenský velitel 1. ruské národní armády bojující proti SSSR a agent abwehru.

## Mládí a první světová válka
Pocházel ze šlechtické rodiny a byl nejstarším ze sedmi dětí. Jeho otec Pavel Jakovlevič Smyslovskij byl podplukovník Ruské imperiální armády a matka Elena (rozená Malachova) byla dcera velitele granátnického sboru.
Vojenskou kariéru zahájil již jako jedenáctiletý chlapec v roce 1908, kdy nastoupil do sboru při Moskevské kadetské škole carevny Kateřiny II. Tuto školu absolvoval v hodnosti podpraporčík. Po dokončení Michajlovského dělostřelecké školy (rusky Михайловское артиллерийское училище) v hodnosti praporčíka se přihlásil na frontu, kde od 1. listopadu 1915 bojoval v sestavě 3. dělostřelecké brigády. Na frontě byl několikrát zraněn.
V druhé polovině roku 1916 byl přeložen ke štábní službě. Na konci roku 1916 byl poslán do kurzu pro pracovníky štábu na Nikolajevskou akademii generálního štábu. V ukončení studií mu zabránila Únorová revoluce a byl odeslán na frontu.

## Ruská občanská válka
Koncem roku 1917 opustil frontu a účastnil se revolučních bojů proti rudým v Moskvě. 1. listopadu 1917 byl zraněn na noze. Do vyléčení se musel skrývat před represemi a po uzdravení se přidal k Bílé armádě. Podle mínění některých historiků spolupracoval s Borisem Savinkovem v jeho Svazu obrany vlasti a svobody a byl také vojákem Dělnicko-rolnické Rudé armády, ale pro tato tvrzení nejsou nezávislé prameny. Spolehlivě lze zjistit, že se zapojil do Ruské občanské války na straně bílých.
V roce 1919 se zúčastnil kubáňského tažení a bojů o Mariupol již v hodnosti nadporučíka. Na konci roku 1919 a začáku roku 1920 byly bělogvardějské jednotky vytlačeny z Oděsské oblasti, kde bojovaly s rudými, a donuceny k ústupu do Polska. Jednalo se o tzv. Bredovovův pochod, který ve svých pamětech popsal Boris Alexandrovič Štejfon. V Polsku byl internován, ale po dohodě byl propuštěn, protože polské síly v té době bojovaly s rudou armádou a bílé oddíly představovaly přirozené spojence.
Na podzim 1920 byl zařazen do 3. ruské armády do operačního oddělení. Posléze byl jmenován náčelníkem rozvědky útvaru. Bílá 3. ruská armáda v bojích s rudými po počátečních úspěších utržila těžkou porážku a byla donucena stáhnout se zpět na polské území.

## Emigrace
Po porážce v občanské válce zůstal po propuštění z armády v Polsku a časem získal jeho občanství. Ve dvacátých letech se usadil ve Varšavě, kde mezi válkami žila početná ruská emigrantská komunita. Žil velice nuzně a ze svého výdělku stěží uživil svou manželku s dcerou. Proto v polovině dvacátých let odešel do Svobodného města Gdaňsk, kde vystudoval německý polytechnický institut v oboru dřevozpracujícího průmyslu. Po získání inženýrského titulu se vrátil do Polska a působil jako obchodní cestující pro varšavskou továrnu na nábytek.
Vzhledem k neuspokojivé úrovni příjmům z této práce emigroval do Německa, kde žil v letech 1928-1932. Absolvoval kurs Truppenamt, což byla tajná Akademie generálního štábu Reichswehru. Od této doby je zřejmě datována jeho spolupráce s německými tajnými službami.
Od roku 1936 byl zasvěcen v zednářské lóži egyptského ritu Velký mystický chrám Polska.

## Druhá světová válka
Začátek Druhé světové války jej zastihl ve funkci náčelníka štábu východního oddělení Ruského vševojenského svazu ve Varšavě. Německý útok na Sovětský svaz Smyslovský vnímal jako příležitost k osvobození ruského lidu od bolševismu. Součástí jeho přesvědčení bylo, že ruský lid se nemůže zbavit jha bolševismu sám, proto je nutné aktivně podporovat ozbrojený boj německých sil se sovětskou mocí. Věřil, že Němci mohou přispět k obnově Ruska:
| „                              | Vítězství německých armád nás musí přivést do Moskvy a postupně přenést moc do našich rukou. Němci i po částečném rozdrcení SSSR se budou muset zabývat bojem proti anglosaskému světu. Němci tak nebudou mít sílu na naše záležitosti, a proto čas pracuje pro nás. Náš význam jako spojence bude vzrůstat a díky tomu získáme naprostou svobodu politického jednání. | “ |
| — Boris Alexejevič Smyslovskij | |   |

První pokusy organizovat ruské dobrovolníky v řadách wehrmacht byly podniknuty již v červenci 1941 u Skupiny armád Sever. Orgánizátorem byl Smyslovskij, který pracoval pod krycím jménem von Regenau ve službách abwehru jako Sonderführer. Cílem těchto útvarů byl boj v sovětském týlu. Zpočátku se jednalo o bílé emigranty, ale postupem času převážili sovětší občané, kteří tvořili 85 % personálu.
Na konci roku 1942 byl povýšen do hodnosti podplukovník (německy Oberstleutnant). Byl přidělen k tajné organizaci Sonderdivision R (divize zvláštního určení ruská) vzniklé v zimě na přelomu let 1942 a 1943, která byla maskována jako stavební firma.
V roce 1943 byl povýšen na plukovníka wehrmachtu a jeho útvar byl nasazen v boji na frontě. Přestože se s generálem Vlasovem několikrát osobně setkal, tak s jeho hnutím nikdy nespolupracoval, protože nesdílel jeho názory a ani jeho plány na výstavbu Ruska. Proto odmítl podepsat Smolenské provolání vydané vlasovským hnutím.
Po řadě nezdarů u akcí v sovětském týlovém prostoru byl Smyslovskij v prosince 1943 zatčen a uvězněn pro podezření, že je dvojitým agentem. Sonderdivision R byla rozpuštěna, ale tím Němci přišli o značné množství zpravodajských informací. Po prověrce byl Smyslovskij propuštěn, rehabilitován, vyznamenán Záslužným řádem německého orla a stal se velitelem průzkumných praporů pro akce za sovětskými liniemi.
4. dubna 1944 byl útvar pod jeho vedením přejmenován na 1. ruskou národní armádu (RNA) a zařazen pod oddělení generálního štábu Zahraniční armády Východ vedenou Gehlenem. Spolupráci s německou stranou podmínil tím, že mu budou poskytnuty prostředky pro vedení partyzánského boje v sovětském prostoru a aktivity budou omezeny pouze a jen na východní frontu proti SSSR. Tyto podmínky byly německým velením akceptovány a pod jeho velení bylo zařazeno 12 výcvikových praporů. 17. května 1944 se jej neúspěšně pokusila zavraždit sabotážní skupina Kedyw polské Zemské armády.
Koncem války byl 23. ledna 1945 se svým štábem evakuován do Bad-Elsteru u Drážďan. Jeho útvary nikdy nebyly začleněny do ROA a operovaly nezávisle. Naopak Smyslovskij využil svého vlivu v německém generálním štábu a pokusil se získat 3. divizi ROA pod své velení. Generál Šapovalov však tento rozkaz odmítl splnit s tím, že podléhá výhradně autoritě generála Vlasova. Rozkazem OKH ze dne 4. dubna 1945 byl Smyslovskij povýšen na generálmajora wehrmachtu a jeho útvar získal status spojenecké armády. V souvislosti s povýšením začal používat jméno Artur Holmston.
18. dubna 1945 v reakci na situaci na frontě Smyslovskij vydal rozkaz k ústupu na západ. K jednotce se cestou na západ připojil také velkovévoda Vladimír Kirillovič Ruský. 3. května 1945 překročil se svou divizí hranici Lichtenštejnského knížectví, kde požádal o azyl, který mu byl přiznán spolu s jeho 462 vojáky.

## Po válce
Lichtenštejnská vláda je odmítla vydat do SSSR s poukazem na to, že na jejím území jako neutrálního a neválčícího státu neplatí Jaltská dohoda. O výživu a zabezpečení vojáků se staral Lichtenštejnský Červený kříž, který byl vytvořen speciálně za tímto účelem. Výdaje byly později refundovány německou vládou. O osudech vojáků, kteří se na naléhání sovětských úřadů dobrovolně vrátili do SSSR, není nic bližšího známo. Smyslovskému a zbytkům jeho mužů lichtenštejnská vláda povolila a proplatila v roce 1948 odjezd do Argentiny. Do Argentiny odcestoval na osobní pozvání tamější vlády.
V Argentině založil ruské vojenské osvobozenecké hnutí nesoucí jméno podle generála Suvorova (tzv. Suvorovův svaz). V letech 1948 až 1955 byl poradcem prezidenta Peróna pro boj proti terorismu a přednášel na vojenské akademii taktiku protipartyzánské války.
V roce 1956 se přestěhoval do USA a v roce 1966 se vrátil do Lichtenštejnska. V letech 1966-1973 byl poradcem generálního štábu ozbrojených sil Spolkové republiky Německo a poté odešel do výslužby.
V roce 1980 byl v Hinterschellenbergu za přítomnosti korunního prince Hanse-Adama a Smyslovského odhalen památník na počest 35. výročí poskytnutí útočiště 1. ruské národní armádě v Lichtenštejnsku.
V roce 1988 zemřel ve Vaduzu, kde je také pohřben.